# Gara Medouar
De Gara Medouar is een hoefijzervormige rotsformatie ter hoogte van het plaatsje Sijilmasa in Marokko. De formatie doet denken aan de krater van een vulkaan, maar is dit niet. De Marokkaanse socioloog Paul Pascon (1932-1985) heeft de formatie in de jaren 1950 beschreven.

## Geschiedenis
Eeuwen geleden werd de krater gebruikt voor de slavenhandel. Er werden namelijk Afrikaanse slaven gehouden, die vervolgens in Portugal verkocht zouden worden. Mede hierdoor heeft de krater de bijnaam 'Portugese Gevangenis' gekregen. Later werd het gebied ook nog door de Marokkaanse overheid gebruikt als militaire basis.

## Gebruik als filmlocatie
De formatie is beroemd door de James Bond-film SPECTRE (2015) waarin Blofeld zijn hoofdkantoor hier heeft gevestigd. Daarnaast is de locatie ook gebruikt voor het filmen van The Mummy (in 1998) en The Mummy Returns (in 2000).